# Nuncia stewartia
Nuncia stewartia is een hooiwagen uit de familie Triaenonychidae.